# Hong Jin-young
Hong Jin-young hay Hồng Chân Anh (sinh ngày 9 Tháng 8, 1985) là một ca sĩ và nghệ sĩ nhạc trẻ người Hàn Quốc. Cô là thành viên của nhóm nhạc nữ Hàn Quốc SWAN ngắn ngủi, ra mắt vào năm 2007. Năm 2009, cô trở lại sân khấu âm nhạc, ra mắt với tư cách là một ca sĩ nhạc trot. Cô được biết đến với khả năng thanh nhạc, aegyo đặc sắc, xuất hiện trên nhiều chương trình tạp kỹ và xuất hiện tại các sự kiện khắp Hàn Quốc quanh năm.

## Sự nghiệp

### 2006–2008: Khởi nghiệp
Hong Jin-young lần đầu tiên xuất hiện trong các vai diễn điện ảnh và truyền hình nhỏ. Năm 2006, cô có một vai phụ trong bộ phim Who Slept With Her? (누가 그녀 와 잤 을까) và cô ấy cũng đóng một vai trong Yeon Gaesomun, một bộ phim cổ trang Hàn Quốc diễn ra vào thế kỷ thứ bảy.
Hong Jin-young bắt đầu sự nghiệp âm nhạc của mình vào năm 2007, với SWAN (스완), một nhóm nhạc nữ Hàn Quốc gồm các thành viên Han Ji-na, Hong Jin-young, Heo Yoon-mi và Kim Yeon-ji, với ca khúc đầu tay "Call Me When You Hear This Song "(이 노래 들으면 전화 해), kết hợp với Coolapika.

### 2009– đến nay: Đơn ca
Năm 2009, Giám đốc điều hành công ty quản lý của cô (CCM) đề nghị cô chuyển sang trở thành ca sĩ solo nhạc trot, một gợi ý ban đầu mà cô chống lại vì tuổi còn trẻ, vì trot được coi là một thể loại âm nhạc "lớn tuổi" ở Hàn Quốc. Tuy nhiên, cô đã phát hành đĩa đơn kỹ thuật số đầu tiên của mình, "Love Battery" (사랑 의 배터리). Vào ngày 6 tháng 8 năm 2010, cô trở lại với một đĩa đơn kỹ thuật số mới mang tên "My Love". Vào ngày 30 tháng 6 năm 2011, Hong cùng với nhiều ngôi sao đang lên của Hàn Quốc đã hát tại Khu liên hợp thể thao Changwon trong buổi hòa nhạc mang tên "Changwon First Anniversary Hope Concert, We Are".  Vào ngày 22 tháng 3 năm 2013, cô trở lại với việc phát hành đĩa đơn kỹ thuật số, "Boogie Man" (부기맨). Trong năm 2014, cô ấy đã chia tay Core Contents Media cùng với Davichi.
Hong nổi tiếng với nhiều lần xuất hiện trên các chương trình tạp kỹ âm nhạc nổi tiếng như Immortal Songs 2 và King of Mask Singer. Năm 2014, cô là một thành viên tham gia hội thảo và cũng có cuộc hôn nhân ảo với Namkoong Min trong một chương trình tạp kỹ nổi tiếng, We Got Married. Vào tháng 11 năm đó, Hong đã phát hành EP đầu tiên của mình, Life Note (인생 노트) với ca khúc chủ đề “Cheer Up” (산다는 건). Người chồng ảo của cô, Namkoong Min, xuất hiện với tư cách là người yêu của cô trong video âm nhạc với vai trò khách mời.
Năm 2016, cô phát hành EP thứ hai, The Most Beautiful Moment in Life (화양연화), với ca khúc chủ đề “Thumb Up” (엄지 척) và “Love Wifi” (사랑 의 와이파이). Cô cũng đã phát hành bản cover một bài hát nổi tiếng của Trung Quốc có tên “The Moon Represents My Heart” (月亮 代表 我 的 心 / 월량 대표 아 적심). Đối với bản làm lại của Hàn Quốc, Hong đã tự viết lời.
Vào tháng 2 năm 2017, Hong đã phát hành một đĩa đơn kỹ thuật số có tên “Loves Me, Loves Me Not” (사랑한다 안한다) từ “A Fabricated City” (조작 된 도시) OST.
Năm 2017, Hong được chọn làm thành viên thường xuyên của Sister's Slam Dunk. Cô được các nhà sản xuất chỉ định làm rapper vì ước mơ của Hong là trở thành rapper cho một nhóm nhạc, và cô đã nhận được sự chỉ đạo từ trưởng nhóm Minzy và Jeon So-mi đã viết lời rap cho đĩa đơn của họ, "Right?" (맞지?).
Hong đã hợp tác với diễn viên hài Kim Young-chul để phát hành đĩa đơn điện tử (EDM và trot) "Ring Ring" (따르릉) vào ngày 20 tháng 4 năm 2017, mà họ đã giành được Best Trot tại Lễ trao giải MelOn Music 2017.
Vào năm 2018, Hong đã phát hành một đĩa đơn kỹ thuật số theo phong cách retro trot, "Good Bye" (잘 가라), được sáng tác bởi cộng tác viên lâu năm của cô là Jo Young-soo (người cũng đã sáng tác "Love Battery" và "Cheer Up") và được nhiều người biết đến. Nhà viết lời K-pop Kim Eana. Cô đã viết và sáng tác đĩa đơn điện tử thứ hai "I Kicked My Luck Off" (복 을 발로 차 버렸어) cho Kang Ho-dong, được phát hành thông qua SM Station. Vào tháng 12 năm 2018, Hong đã phát hành một đĩa đơn trot về con người và trải nghiệm ở Seoul, mang tên "Seoul" (서울 사람), hợp tác với rapper Bray (브레이) do cô sản xuất cùng Park Keun-tae (박근태).
Vào tháng 1 năm 2019, Hong đã phát hành một đĩa đơn kỹ thuật số, một bản ballad có tựa đề "Love Is…" (사랑 은 다 이러니). Vào ngày 12 tháng 1 năm 2019, Hong đã có buổi biểu diễn đầu tiên tại Hoa Kỳ tại Pechanga Resort & Casino ở California, với hơn 3.000 khán giả. Vào tháng 3 năm 2019, Hong cuối cùng đã phát hành album phòng thu đầu tiên của mình, mang tên Lots of Love (랏츠 오브 러브). Cô thường xuất hiện trên đài KBS 1TV 'Golden Oldies (Tiếng Triều Tiên: 가요 무대)'.

## Cuộc sống cá nhân
Năm 2012, Hong hoàn thành chương trình Tiến sĩ tại Đại học Chosun về Quản trị Kinh doanh. Cô cũng đã tốt nghiệp chương trình Cử nhân Thương mại và Thạc sĩ Thương mại tại cùng trường đại học cho đến tháng 12 năm 2020.
Vào ngày 6 tháng 11 năm 2020, Hong đưa ra một tuyên bố khác sau khi cáo buộc tiếp tục lan rộng. Trong tuyên bố được công bố trên Instagram cá nhân của mình, cô ấy nói rằng "Tôi đã quyết định từ bỏ bằng thạc sĩ và tiến sĩ của mình. Tôi nghĩ đó là điều tốt nhất mà tôi có thể làm vào lúc này."
Vào ngày 15 tháng 12 năm 2020, Ủy ban Liêm chính trong Nghiên cứu thuộc Ủy ban Đạo đức Đại học Chosun đã đưa ra phán quyết dự kiến về đạo văn liên quan đến luận văn thạc sĩ của Hong và đưa ra kết luận rằng luận án có thể bị đạo văn. Ủy ban sau đó đã chuyển vụ việc lên Ủy ban Sau đại học, nơi đã cho Hồng đến 5 giờ chiều KST vào ngày 18 tháng 12 để nộp giải trình bằng văn bản, trước khi đưa ra quyết định cuối cùng để xác định xem đạo văn có diễn ra hay không thông qua một cuộc họp sẽ được tổ chức vào tháng 12. 23. Nếu cuộc họp xác định rằng cô ấy đạo văn, thì bằng thạc sĩ và tiến sĩ của cô ấy sẽ tự động bị hủy bỏ.
Vào ngày 18 tháng 12 năm 2020, Hong đưa ra một tuyên bố khác thông qua Instagram cá nhân của mình, nói rằng cô ấy sẽ chấp nhận kết luận dự kiến của Đại học Chosun về việc đạo văn và cô ấy thừa nhận đã đạo văn luận án của mình.
Vào ngày 23 tháng 12 năm 2020, Ủy ban Sau đại học của Đại học Chosun xác nhận rằng luận án thạc sĩ của Hong đã bị đạo văn và theo đó tất cả các bằng cấp sau đại học của cô nhận được từ trường Đại học sẽ bị hủy bỏ.

## Danh sách đĩa nhạc

### Album phòng thu
| Title        | Details | Track listing | Peak chart positions | Sales        |
| Title        | Details | Track listing | KOR                  | Sales        |
| ------------ | --- | --- | -------------------- | ------------ |
| Lots of Love | - Released: ngày 8 tháng 3 năm 2019 - Labels: Music K Entertainment, LOEN Entertainment - Language: Korean | Track listing 1. Love Tonight 2. Coming Spring 3. Rain of Tears 4. Love is... 5. Thumb Up 6. Seoul (ft. Bray) 7. Good Bye 8. Boogie Man 9. Ring Ring (Composer Version) 10. Love Battery 11. Cheer Up 12. I Like Love 13. Love Tonight (Instrumental) | 17                   | - KOR: 4,083 |

### Extended plays
| Title                                       | Album details | Peak chart positions | Sales        |
| Title                                       | Album details | KOR                  | Sales        |
| ------------------------------------------- | --- | -------------------- | ------------ |
| Life Note                                   | - Released: ngày 6 tháng 11 năm 2014 - Labels: Music K Entertainment, LOEN Entertainment - Formats: CD, digital download Track listing 1. Cheer Up (산다는 건) 2. Love Battery (사랑의 배터리) (2014 Ver.) 3. My Love (내 사랑 줄까 말까) (2014 Ver.) 4. Boogie Man (부기맨) 5. What's Wrong With My Age? (내 나이가 어때서) 6. Cheer Up (Inst.) | 18                   | - KOR: 1,691 |
| 花樣年華: The Most Beautiful Moment in Life | - Released: ngày 24 tháng 3 năm 2016 - Labels: Music K Entertainment, LOEN Entertainment - Formats: CD, digital download Track listing 1. Thumb Up (엄지 척) 2. Love Battery (사랑의 배터리) (2014 Ver.) 3. Like Love (사랑이 좋아) 4. Love Wifi (사랑의 와이파이) 5. Cheer Up (산다는 건) 6. Thumb Up (Inst.)                                   | 27                   | - KOR: 965   |

### Bài hát
| Title                                                                        | Year | Peak chart positions | Sales (DL)     | Album                             |
| Title                                                                        | Year | KOR                  | Sales (DL)     | Album                             |
| ---------------------------------------------------------------------------- | ---- | -------------------- | -------------- | --------------------------------- |
| "Love Battery" (사랑의 배터리)                                               | 2009 | —                    |                | Non album-singles                 |
| "My Love" (내 사랑)                                                          | 2010 | 48                   |                | Non album-singles                 |
| "Boogie Man" (부기맨)                                                        | 2013 | 88                   | - KOR: 37,591  | Life Note                         |
| "Cheer Up" (산다는 건)                                                       | 2014 | 19                   | - KOR: 704,849 | Life Note                         |
| "Love Wifi" (사랑의 와이파이)                                                | 2015 | 39                   | - KOR: 66,129  | The Most Beautiful Moment in Life |
| "Thumb Up" (엄지 척)                                                         | 2016 | 131                  | - KOR: 23,247  | The Most Beautiful Moment in Life |
| "The Moon Represents My Heart" (기다리는 마음)                               | 2016 | 94                   | - KOR: 18,473  | Non album-singles                 |
| "Loves Me, Loves Me Not" (사랑한다 안한다)                                   | 2017 | 86                   | - KOR: 18,114  | Non album-singles                 |
| "Good Bye" (잘가라)                                                          | 2018 | 94                   |                | Lots of Love                      |
| "Seoul" (서울사람) (Feat. Bray)                                              | 2018 | —                    |                | Lots of Love                      |
| "Love is..." (사랑은 다 이러니)                                              | 2019 | 57                   |                | Lots of Love                      |
| "Love Tonight" (오늘 밤에)                                                   | 2019 | 39                   |                | Lots of Love                      |
| "Love Is Like a Petal" (사랑은 꽃잎처럼)                                     | 2020 | 151                  |                | Birth Flower                      |
| "Comfort Me" (위로해 주세요)                                                 | 2020 | —                    |                | Non album-singles                 |
| "NEVER EVER" (안돼요)                                                        | 2020 | TBA                  |                | Non album-singles                 |
| "—" denotes releases that did not chart or were not released in that region. |      |                      |                |                                   |

### Hợp tác
| Title | Year | Peak chart positions | Sales (DL)    | Album                         |
| Title | Year | KOR                  | Sales (DL)    | Album                         |
| --- | ---- | -------------------- | ------------- | ----------------------------- |
| "Photo of Mom and Dad's Christmas (MBC bouquet.)" (사진 속 엄마 아빠의 크리스마스 (MBC 꽃다발)) (with Chae Yeon, An Jin Kyoung, Kwak Hyun-hwa) | 2010 | —                    | —             | Đĩa đơn không nằm trong album |
| "Itaewon Battery" (이태원 배터리) (with Yoo Se-yoon)                                                                                           | 2014 | 81                   | - KOR: 19,339 | Trot X-TD Collabo             |
| "You Are My Flower" (꽃, 달, 술) (with DIA and Kim Yeon-ja)                                                                                    | 2017 | —                    | —             | YOLO                          |
| "Ring Ring" (따르릉) (with Kim Young-chul) | 2017 | —                    | —             | non-album singles             |
| "Sangnoksu 2020" (상록수 2020) (with various artists)                                                                                          | 2020 | —                    | —             | non-album singles             |
| "—" denotes releases that did not chart or were not released in that region.                                                                   |      |                      |               |                               |

### Nhạc phim
| Title                                                          | Year | Album                              |
| -------------------------------------------------------------- | ---- | ---------------------------------- |
| "What's Wrong With My Age" (내 나이가 어때서)                  | 2014 | Glorious Day OST                   |
| "Give Me Back My Youth" (청춘을 돌려다오) (featuring Outsider) | 2014 | Mr. Back OST                       |
| "I Like Love" (사랑이 좋아)                                    | 2015 | All About My Mom OST               |
| "Shadow of the moon" (달의 그림자)                             | 2017 | Clans: Shadow of the Moon OST      |
| "Love is Coming" (그대 오는 날)                                | 2020 | Beautiful Love, Wonderful Life OST |

### Nhạc tổng hợp
| Title                                                                                                  | Year | Album                                                                                        |
| --- | ---- | -------------------------------------------------------------------------------------------- |
| "A Woman Dancing Samba" (쌈바의 여인) (with Joosuc)                                                    | 2013 | Immortal Songs: Singing the Legend (Seol Woon-do Part 1)                                     |
| "Hello" (안녕하세요) (with Outsider)                                                                   | 2013 | Immortal Songs: Singing the Legend (Jang Mi-hwa & Im Hee-sok)                                |
| "The Street of the City" (도시의 거리)                                                                 | 2013 | Immortal Songs: Singing the Legend (Yoo Yeol & Jung Sura Part 2)                             |
| "The girl and the street light (original song singer Jin Mi-ryeong)" (소녀와 가로등 (원곡가수 진미령)) | 2014 | Travel Yesterday Episode 3                                                                   |
| "Star" (별) (with Seunghee of Oh My Girl)                                                              | 2015 | King of Mask Singer Episode 31                                                               |
| "Legends of the Fall" (가을의 전설)                                                                    | 2015 | King of Mask Singer Episode 32                                                               |
| "Be Happy" (with Seol Woon-do)                                                                         | 2017 | Fantastic Duo 2 Part.7                                                                       |
| "Love Battery" (사랑의 배터리) (with Heo Won Nyeong, Shin Ji-won & Jeon Tae-sung)                      | 2017 | Fantastic Duo 2 Part.7                                                                       |
| "Cheer Up" (산다는 건) (with Heo Won-nyung)                                                            | 2017 | Fantastic Duo 2 Part.7                                                                       |
| "Dance with DOC" (DOC와 춤을)                                                                          | 2017 | Immortal Songs: Singing the Legend (DJ DOC)                                                  |
| "Sexy Man" (섹시한 남자)                                                                               | 2018 | Immortal Songs: Singing the Legend (2018 Lunar New Year Special)                             |
| "Change"                                                                                               | 2018 | Immortal Songs: Singing the Legend (Our Youth and Love Story, Lyricist Park Joo-yeon Part 2) |
| "Love Battery (Live)" (사랑의 배터리 (Live)) (with malguem)                                            | 2019 | 2019 KSMF LIVE                                                                               |
| "Bruise" (멍)                                                                                          | 2019 | Immortal Songs: Singing the Legend (Singing the Great Challenge of Stars in Episode 401)     |
| "Blue in You" (그대안의 블루) (with Lim Young-woong)                                                   | 2020 | Romantic Call Centre Part 5                                                                  |
| "Tonight" (오늘밤에) (with Young Tak)                                                                  | 2020 | Romantic Call Centre Part 5                                                                  |

### Viết lời và soạn nhạc
- "Ring Ring" (따르릉) sung by Kim Young-chul (2017)
- "I Kicked My Luck Off" (복을 발로 차버렸어) sung by Kang Ho-dong (2018)
- "Never Ever"(2020)

## Đóng phim

### Phim chiếu rạp
| Year | Title               | Role                                 | Note |
| ---- | ------------------- | ------------------------------------ | ---- |
| 2006 | Who Slept with Her? | Baek Yang (General Affairs Division) |      |

### Phim truyền hình
| Year | Title                | Role                | Network | Ref.          |
| ---- | -------------------- | ------------------- | ------- | ------------- |
| 2006 | Yeon Gaesomun        | Cameo               | SBS     |               |
| 2011 | Lights and Shadows   | Yoon Ji-hye         | MBC     |               |
| 2014 | My Secret Hotel      | Cameo (Episode 7–8) | tvN     | [ 25 ] [ 26 ] |
| 2015 | Sweet, Savage Family | Cameo               | MBC     |               |

### Chương trình truyền hình
| Year      | Title                          | Network        | Notes                                                                                 | Ref.          |
| --------- | ------------------------------ | -------------- | ------------------------------------------------------------------------------------- | ------------- |
| 2008      | Cider                          | KBS            | Starred as Anna in segment, "Anna's Mistake"                                          |               |
| 2010      | Flowers                        | MBC            | Recurring panelist                                                                    |               |
| 2011      | Ranking Women                  | QTV            | Recurring panelist                                                                    |               |
| 2013–2014 | World Changing Quiz Show       | MBC            | Recurring panelist                                                                    |               |
| 2014      | Kim Jiyeon's Sweet 19          | tvN            | Cast member (Episodes 10–16)                                                          |               |
| 2014      | Trot X                         | Mnet           | Troducer / Trot Producer (ngày 21 tháng 3 năm 2014 – ngày 6 tháng 6 năm 2014)         |               |
| 2014      | We Got Married Season 4        | MBC            | Regular host; Cast member with Namkoong Min (Episodes 214–262)                        | [ 27 ]        |
| 2014      | Running Man                    | SBS            | Khách mời tập 205; 221                                                                |               |
| 2015      | Running Man                    | SBS            | Khách mời tập 266 với Eunhyuk, Lim Ju-hwan                                            |               |
| 2015–2016 | Rumor Has It                   | Channel A      | Host (ngày 19 tháng 10 năm 2015 – ngày 4 tháng 7 năm 2016)                            |               |
| 2015–2016 | Find! Delicious TV             | MBC            | Host (ngày 31 tháng 10 năm 2015 – ngày 2 tháng 4 năm 2016)                            |               |
| 2016      | Running Man                    | SBS            | Khách mời tập 299                                                                     |               |
| 2017      | Living Together in Empty Room  | MBC            | Cast member (pilot, episodes 1–4, 12–15)                                              |               |
| 2017      | Sister's Slam Dunk Season 2    | KBS2           | Cast member                                                                           |               |
| 2017      | Running Man                    | SBS            | Khách mời 357                                                                         |               |
| 2018      | Shoot Out Mart War             | V Live, Kocowa | Cast member                                                                           |               |
| 2018      | Law of the Jungle in Patagonia | SBS            | Cast member                                                                           |               |
| 2018      | Running Man                    | SBS            | Khách mời tập 392– 396, 399– 400, 406– 408 với Kang Han-na, Lee Da-hee, Lee Sang-yeob |               |
| 2019      | Running Man                    | SBS            | Khách mời tập 442                                                                     |               |
| 2018–2020 | My Little Old Boy              | SBS            | Cast member (episode 118–217)                                                         | [ 28 ] [ 29 ] |
| 2020      | Running Man                    | SBS            | Khách mời tập 499                                                                     |               |

## Giải thưởng và đề cử
| Award ceremony               | Year | Category                                 | Nominee / work                                                        | Result    | Ref. |
| ---------------------------- | ---- | ---------------------------------------- | --------------------------------------------------------------------- | --------- | ---- |
| Golden Disk Awards           | 2015 | Best Trot                                | "Cheer Up"                                                            | Đoạt giải |      |
| MBC Entertainment Awards     | 2014 | Excellence Award                         | Hong Jin-young We Got Married                                         | Đoạt giải |      |
| Melon Music Awards           | 2015 | Best Trot                                | "Love Wifi"                                                           | Đoạt giải |      |
| Melon Music Awards           | 2016 | Best Trot                                | "Thumb Up"                                                            | Đoạt giải |      |
| Melon Music Awards           | 2017 | Best Trot                                | "Ring Ring (Composer Version)" (with Kim Young-chul)                  | Đoạt giải |      |
| Melon Music Awards           | 2018 | Best Trot Award                          | "Good Bye"                                                            | Đoạt giải |      |
| Melon Music Awards           | 2018 | Best Folk/Blues Song                     | "Good Bye"                                                            | Đoạt giải |      |
| Melon Music Awards           | 2019 | Best Trot                                | "Love Tonight"                                                        | Đoạt giải |      |
| Mnet Asian Music Awards      | 2009 | Best Trot                                | "Love Battery"                                                        | Đoạt giải |      |
| SBS Entertainment Awards     | 2018 | Best Couple Award                        | Hong Jin-young (with Kim Jong-kook) Running Man and My Little Old Boy | Đoạt giải |      |
| SBS Entertainment Awards     | 2019 | Top Excellence Award in Reality Category | Hong Jin-young My Little Old Boy                                      | Đoạt giải |      |
| Seoul Music Awards           | 2015 | Best Trot                                | Life Note                                                             | Đoạt giải |      |
| Seoul Music Awards           | 2016 | Best Trot                                | "Thumb Up"                                                            | Đoạt giải |      |
| Soribada Best K-Music Awards | 2017 | Korean Wave Trot Award                   | Hong Jin-Young                                                        | Đoạt giải |      |
| Soribada Best K-Music Awards | 2018 | New Hallyu Trot Award                    | Hong Jin-Young                                                        | Đoạt giải |      |
| Soribada Best K-Music Awards | 2019 | Trot Grand Award                         | Hong Jin-Young                                                        | Đoạt giải |      |

### Danh sách
| Publisher | Year | Listicle              | Placement | Ref.   |
| --------- | ---- | --------------------- | --------- | ------ |
| Forbes    | 2018 | Korea Power Celebrity | 40th      | [ 30 ] |
| Forbes    | 2019 | Korea Power Celebrity | 7th       | [ 31 ] |
| Forbes    | 2020 | Korea Power Celebrity | 25th      | [ 32 ] |